# Přikryvadla
Přikryvadla nebo přikrývadla (známá též jako přikrývky, pokrývky, krydla, famfrnochy, fanfrnochy, fanfrňochy, fafrnochy, fafrňochy, staročesky fafrnochy) jsou pláště, které si rytíři pokládali na helmu a nechali je splývat jako ochranu z vrcholu přilby na záda. Zřejmě vznikla při křižáckých výpravách do Svaté země jako reakce na přehřívání rytířova těla v těžké kovové zbroji pod žhavým sluncem. Další funkcí, kterou přikryvadla plnila, byla částečná ochrana před sečnými útoky nepřátel nebo před blátem a prachem.

## Heraldika
V heraldice jsou přikryvadla tvořena látkou, která je upevněna na přilbě, a jejíž okraje volně vlají kolem přilby i štítu. Přikryvadla byla vybarvována obvykle dvěma hlavními tinkturami (barvami) erbu. Pokud byl erb hodně barevný, mohla být přikryvadla na pravé a levé straně vybarvována různými sadami tinktur.
Přikryvadla byla zpočátku zobrazována celistvá, jako jedno plátno. Tato tradice se výjimečně může objevit na erbech duchovních, kteří se rozhodli využívat přilbu ve svém znaku, protože ti nemohou mít přikryvadla rozsekaná od boje. Později se přikryvadla začala pro větší efekt kresby zobrazovat různě děravá a poškozená. Tento druh přikryvadel se vždy kreslí jako by se vzdouvala ve větru, což umožňuje kreslířům erbů vytvářet různé zajímavé tvary.
Na helmě byla přikryvadla držena točenicemi, což je věnec tvořený ze stočených konců překryvadel. V heraldice se později za tímto účelem objevují korunky posazené na přilbu, které točenice zcela vytlačily.
Pokud byla přikryvadla rozdělena, znázorňoval účast držitele na rytířském turnaji.[zdroj?]

### Erbovní pláště a stany
Pokud byla na erbu použita hodnostní koruna, používala vyšší šlechta na pozadí erbu místo přikryvadel pláště a stany. Ty se zobrazují jako honosné látkové závěsy, který splývají z koruny a obklopují celý štít.

## Galerie

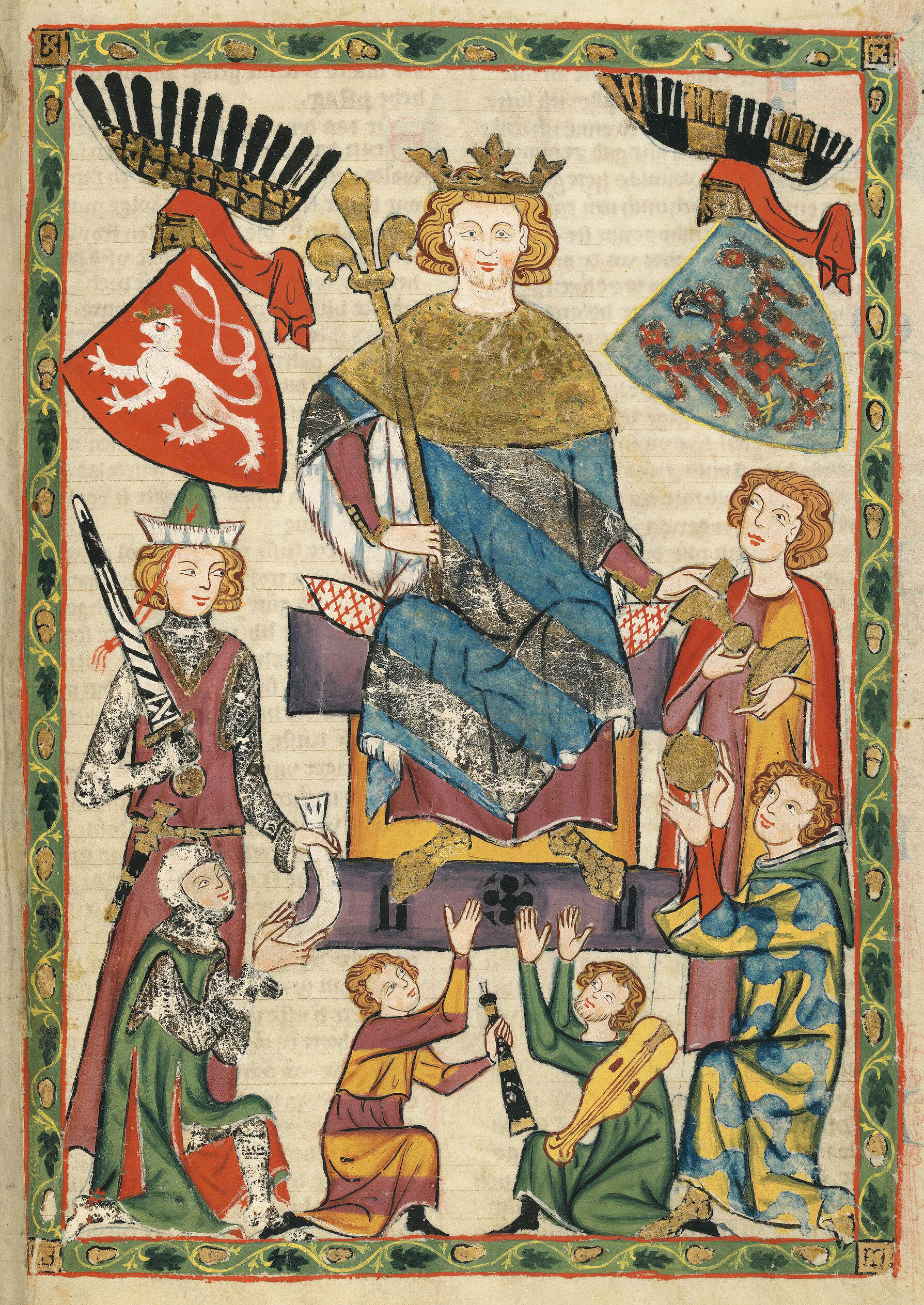
Celistvé fafrnochy u českého a moravského znaku, trůnící Václav II., Codex Manesse
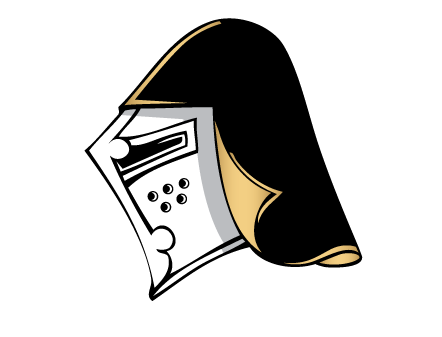
Příklad překryvadla zobrazovaného ještě celistvě
Příklad rozsekaných přikryvadel (Budyšín)